# Un scandale en Bohême
Pour les articles homonymes, voir A Scandal in Bohemia.
Un scandale en Bohême (A Scandal in Bohemia) est la première des 56 nouvelles des aventures de Sherlock Holmes écrites par Sir Arthur Conan Doyle. Bien que ce soit la première nouvelle, ce n'est pas la première aventure du détective londonien, puisque son auteur avait déjà publié deux romans en 1887 et 1890 mettant en scène son personnage : Une étude en rouge et Le Signe des quatre. Publiée pour la première fois en juillet 1891 dans The Strand Magazine, cette nouvelle a été republiée dès 1892 dans un recueil de 12 nouvelles intitulé Les Aventures de Sherlock Holmes. Un scandale en Bohême constitue la première nouvelle de ce recueil.

## Trame

### Situation initiale

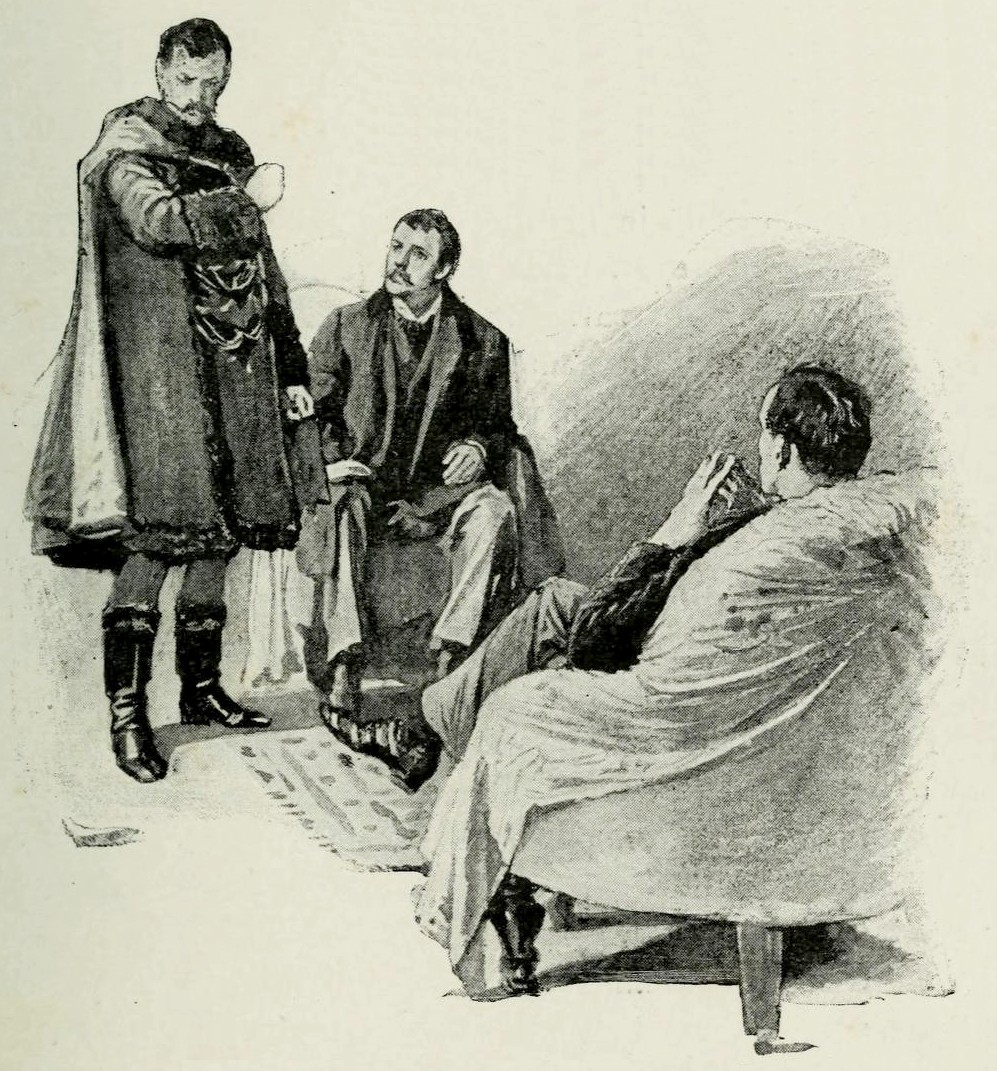
Von Ormstein, dévoilant son identité à Watson et Holmes en jetant à terre son masque. Dessin de Sidney Paget.

Le 20 mars 1888, le docteur Watson se rend au 221B Baker Street pour revoir son ancien colocataire, le détective Sherlock Holmes. Celui-ci lui montre une mystérieuse lettre qu'il a reçue dans la journée. Non datée et non signée, elle annonce la venue d'un inconnu le soir-même à Baker Street pour une consultation confidentielle. Pour préserver son anonymat, le visiteur viendra masqué.
Certains détails permettent à Holmes et Watson de déduire que la missive provient d'une personne aisée et germanophone, probablement originaire du royaume de Bohême. Le visiteur arrive : Holmes demande à Watson de rester pour assister à l'entretien. L'homme masqué qui entre dans l'appartement du détective déclare être le comte von Kramm, gentilhomme de Bohême. Holmes ne se montre pas dupe : divers indices lui permettent de comprendre qu'il fait face au roi de Bohême en personne, Wilhelm Gottreich Sigismond von Ormstein. Décontenancé par la perspicacité du détective, l'homme jette son masque à terre et explique les raisons de sa venue.
Cinq ans auparavant, le visiteur, qui n'était pas encore monarque; avait fait la connaissance d'Irène Adler, une jeune cantatrice britannique avec qui il avait noué une relation sentimentale. La jeune femme, qui vit toujours à Londres, possède une photographie de leur couple illégitime et menace de la rendre publique lors de l'annonce de ses fiançailles avec Clotilde Othman de Saxe-Meiningen, princesse de Scandinavie. L'unique motivation d'Irène Adler pour nuire au roi semble être la jalousie. L'union entre les deux familles royales doit être annoncée dans trois jours et un scandale diplomatique doit absolument être évité. Le roi demande à Holmes de s'emparer de cette photographie compromettante et le rétribue d'avance d'une somme de 300 livres sterling en or et 700 en billets.

### Enquête

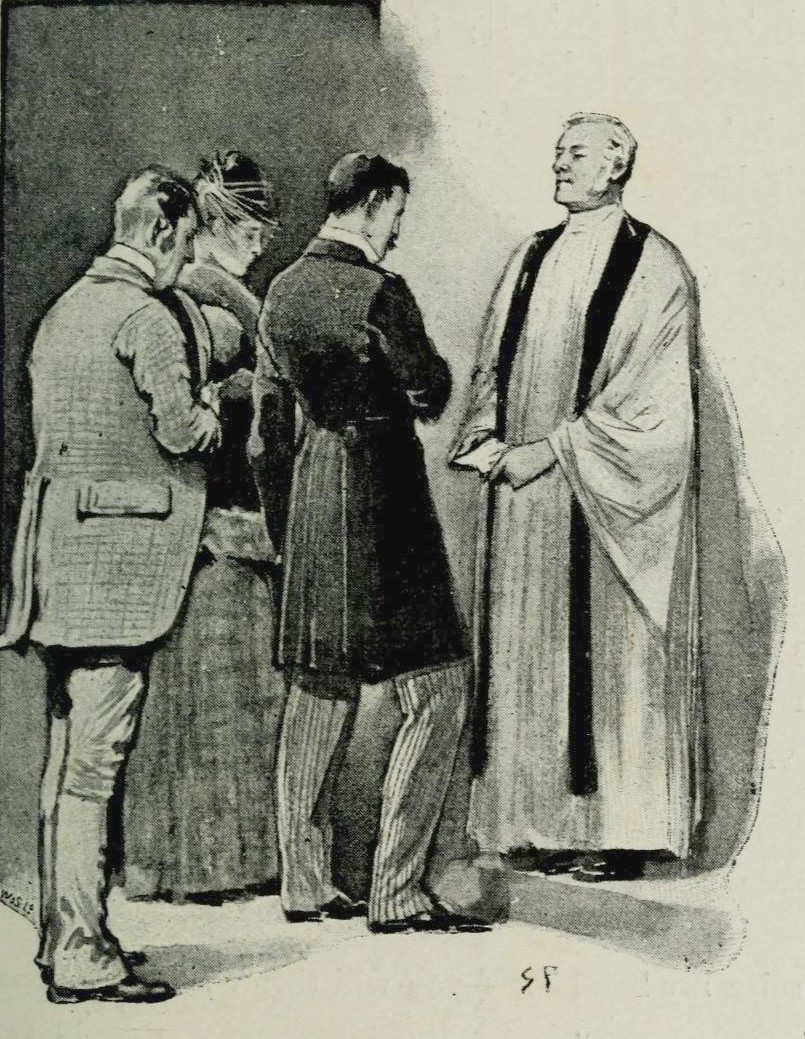
Le mariage d'Irène Adler et de Godfrey Norton.

Holmes compte démarrer son enquête seul le lendemain matin et donne rendez-vous au docteur Watson à trois heures de l'après-midi à Baker Street. Le lendemain, Watson est présent à l'heure dite. Holmes arrive en retard, grimé en valet d'écurie. Après avoir quitté son costume, le détective éclate de rire et résume à Watson les péripéties de la matinée.
À l'aube, le détective s'est rendu aux abords de Briony Lodge, la résidence d'Irène Adler, pour apprendre des informations sur ses habitudes auprès des cochers du quartier. Holmes a ainsi appris qu'un dénommé Godfrey Norton venait régulièrement rendre visite à la jeune femme. Dont acte : Godfrey Norton est soudainement arrivé à la villa puis est reparti de manière précipitée dans un fiacre, suivi par Irène Adler dans un véhicule privé. Holmes a entendu la jeune femme donner au conducteur l'adresse de l'église Saint-Monique. Sans attendre, il est lui-même monté dans un fiacre pour se rendre au lieu dit. Flânant dans l'église en se faisant passer pour un simple visiteur; le détective a assisté à une cérémonie de mariage expéditive entre les deux jeunes personnes qu'il avait ainsi poursuivies. N'ayant pas de témoins pour que le mariage puisse être prononcé, Godfrey Norton a demandé au seul homme présent sur place, c'est-à-dire Sherlock Holmes, de remplir ce rôle. Le détective est ainsi devenu le témoin du mariage d'Irène Adler de manière inattendue.

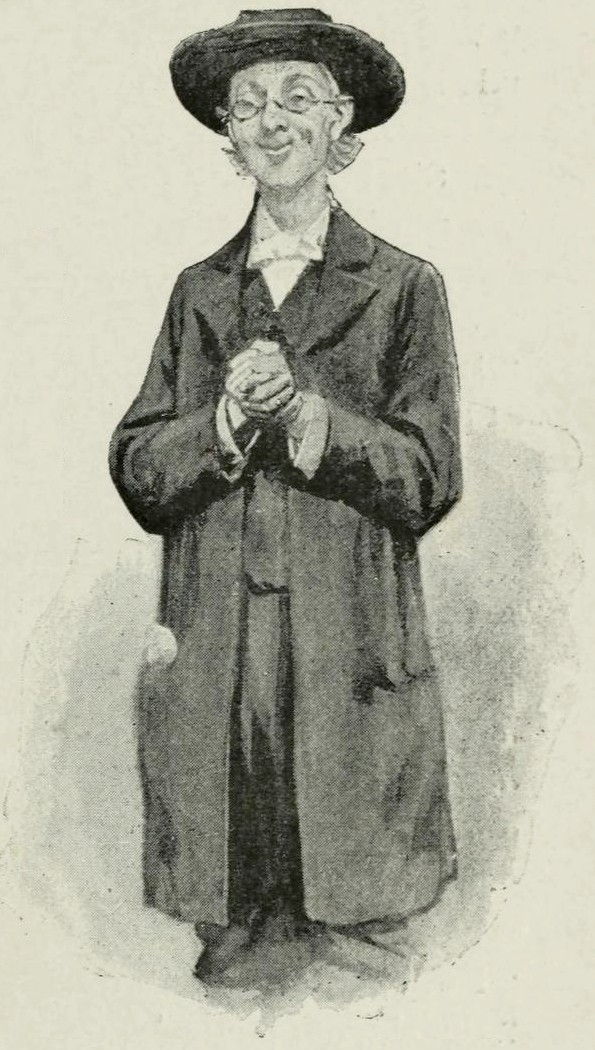
Sherlock Holmes costumé en clergyman. Dessin de Sidney Paget.

Le détective considère que la scène à laquelle il a assisté réduit a priori la menace dont le roi de Bohême fait l'objet : si Irène Adler est désormais mariée, elle n'a plus intérêt à révéler leur ancienne relation illégitime. La photographie doit néanmoins être récupérée pour que la mission soit menée à bien. Le détective sait que la jeune femme devrait rentrer chez elle vers sept heures du soir et décide de monter un stratagème qui requiert l'aide de Watson. Le détective donne à son ami la consigne de l'accompagner à Briony Lodge puis d'attendre dans la rue en lançant un fumigène par la fenêtre lorsque celle-ci sera ouverte, avant de donner l'alerte en criant « au feu ». Holmes se costume en clergyman et les deux compagnons partent ensemble à Briony Lodge.
Sur place, Irène Adler ne tarde pas à revenir chez elle. Quelques hommes se bousculent pour ouvrir la porte de son véhicule dans l'espoir de recevoir un pourboire. Une dispute éclate : Holmes, costumé en homme d'église, intervient pour séparer les intervenants, mais reçoit un coup au visage. Saignant abondamment, il est emmené chez Irène Adler et allongé sur un canapé du salon pour reprendre ses esprits. Jouant son rôle avec conviction, Holmes affirme manquer d'air et demande que la fenêtre soit ouverte. Watson y jette le fumigène confié par Holmes puis crie à l'incendie. Irène Adler, alertée, se précipite dans le salon en se dirigeant vers une cachette dissimulée derrière un panneau pour y récupérer la précieuse photographie. Elle l'y repose en découvrant qu'il s'agit d'une fausse alerte. Holmes repart de la villa sans avoir pu s'emparer de la photographie à cause de la présence d'une autre personne dans la pièce. L'objet convoité est toutefois localisé. Le détective retrouve Watson dans la rue et tous deux repartent à Baker Street. Holmes explique avoir orchestré la dispute à l'aide de complices. Il télégraphie ensuite au Langham Hotel où loge le roi de Bohême pour lui demander de se rendre chez lui le lendemain matin, de manière à récupérer la photographie et mettre un terme à l'affaire. En rentrant chez lui, un jeune homme lui souhaite bonne nuit en passant rapidement.
Comme convenu, le roi de Bohême arrive le lendemain à Baker Street où il retrouve Holmes et Watson. Ensemble, les trois hommes se rendent à Briony Lodge, mais ont la surprise de découvrir qu'Irène Adler a quitté les lieux dans le courant de la nuit en emportant avec elle l'ensemble de ses possessions. Seule une domestique reste présente pour leur ouvrir la porte. Holmes fouille la cachette où se trouvait la photographie convoitée et y découvre une lettre à son intention, signée de la main d'« Irène Norton ». « Vous trouverez le nid vide lorsque vous viendrez demain. Quant à la photographie, que votre client cesse de s'en inquiéter ! J'aime et je suis aimée (...). Le roi pourra agir comme bon lui semble sans avoir à redouter une femme qu'il a cruellement offensée ». La jeune femme explique dans sa lettre avoir compris qu'elle s'était trahie face au clergyman qui ne pouvait être que Sherlock Holmes et qu'elle l'a suivi jusqu'à Baker Street pour en avoir le cœur net.
Malgré l'échec partiel du détective dans cette affaire, le roi de Bohême est satisfait par ce message qui lui garantit que la photographie compromettante ne sera pas rendue publique. La lettre d'Irène est accompagnée d'une photographie d'elle-même, que récupère Sherlock Holmes en mémoire d'une affaire où sa perspicacité aura été déjouée par une femme, « La femme ».

## Adaptations

### Théâtre
L'intrigue de la pièce Sherlock Holmes (1899), écrite par William Gillette, s'inspire de plusieurs textes du Canon holmésien dont Un scandale en Bohême. Dans cette pièce, Holmes laisse croire à un départ d'incendie qui pousse Alice Faulkner (Alice Brent dans la traduction française) à révéler la cachette de lettres compromettantes. Le détective éprouve également des sentiments pour Miss Faulkner, rappelant l'admiration que le détective porte envers Irène Adler dans Un scandale en Bohême.

### Cinéma et télévision
En 1912, le court-métrage A Canine Sherlock Holmes s'inspire d'Un scandale en Bohême : le détective de l'histoire, incarné par un chien, laisse croire qu'il est grièvement blessé devant la maison du malfaiteur chez qui il souhaite s'introduire. La gouvernante de la maison fait installer le chien faussement blessé sur le canapé du salon, ce qui permet au détective de trouver dans cette pièce des indices pour son enquête.
Le film Sherlock Holmes de 1916, adapté de la pièce de théâtre de William Gillette, est fidèle à l'intrigue d'origine et inclut notamment la scène du départ d'incendie ainsi que les sentiments de Holmes envers Alice Faulkner. Dans le film, le départ d'incendie est réel, provoqué à l'aide d'une lampe à pétrole.
Deux références à la nouvelle sont présentes dans le film Dressed to Kill de 1946. Sherlock Holmes, joué par Basil Rathbone, parle avec Watson de la publication de la nouvelle dans le Strand Magazine, puis Watson révèle par inadvertance l'emplacement d'un précieux objet situé au 221B Baker Street à cause d'un faux départ d'incendie.
En 1951, la nouvelle est jouée en direct sur la BBC et constitue l'un des six épisodes de la série Sherlock Holmes avec Alan Wheatley dans le rôle-titre. Non enregistrée, la série est désormais perdue.
La nouvelle est adaptée en 1983 dans la série soviétique intitulée Les Aventures de Sherlock Holmes et du docteur Watson avec Vassili Livanov dans le rôle du détective. L'aventure constitue une sous-intrigue du téléfilm Les Trésors d'Agra adapté du roman Le Signe des quatre.
En 1984, la nouvelle est adaptée dans la série britannique Sherlock Holmes de ITV Granada avec Jeremy Brett dans le rôle-titre. L'épisode est le premier de la série.
Le téléfilm Crime en Bohême (The Royal Scandal), diffusé en 2001 avec Matt Frewer dans le rôle du détective, s'inspire à la fois d'Un scandale en Bohême et de la nouvelle Les Plans du Bruce-Partington.
La nouvelle est transposée à l'époque moderne en 2012 dans la série britannique Sherlock de la BBC. L'épisode, intitulé Un scandale à Buckingham, s'inspire de la nouvelle sans en être une adaptation.

### Bande dessinée
La nouvelle a été adaptée en 2011 en Corée du Sud par Kwon Kyo-Jeong sous la forme d'un manhwa intitulé « The Sherlock Holmes Story vol. 2 ». L'ouvrage a été traduit et publié en français en 2012 par les éditions Kwari en conservant le même titre. L'intrigue reste fidèle à la nouvelle d'origine malgré une modernisation des relations entre les personnages.

### Livre audio
La nouvelle a été adaptée en France en 2011 par La Compagnie du savoir sous forme de livre audio intitulé « Un scandale en Bohême ». Le récit, d'une durée de 56 minutes, est narré par Cyril Deguillen.

## Postérité
Le stratagème du départ d'incendie permettant de révéler une cachette a été repris par d'autres auteurs, dont notamment Jack London. Dans un texte autobiographique écrit en 1916, Jack London fait part de l'influence des textes d'Arthur Conan Doyle sur ses propres écrits et explique : « Dans l'une de mes aventures de Smoke Bellew, le scorbut fait de nombreuses victimes et l'on a besoin de pommes de terre crues. Or, un homme a volé toutes les pommes de terre. (...) Eh bien, ils ont retrouvé leurs patates en employant le stratagème utilisé par Sherlock Holmes dans Un scandale en Bohême. Ils mettent le feu à la maison du voleur. (...) Le voleur fonce chez lui et sauve ses pommes de terre ».
Le personnage d'Irène Adler connaît une postérité dépassant les seules adaptations d'Un scandale en Bohême. L'auteure américaine Carole Nelson Douglas en a fait l'héroïne d'une série de huit romans parus entre 1990 et 2004, dont quatre ont été traduits en français par la suite : Bonne nuit, Mr Holmes (2001), Sherlock Holmes et sa muse (2003), Holmes contre l'irrésistible Irene (2005) et La Dernière Valse d'Irene (2007). Irène Adler apparaît également dans plusieurs films et téléfilms sans rapport direct avec la nouvelle d'origine. Parmi eux peuvent être cités Sherlock Holmes à New York (1976), où le personnage est joué par Charlotte Rampling, Sherlock Holmes et la Diva (1992), où la jeune femme apparaît sous les traits de Morgan Fairchild, ou encore Sherlock Holmes (2009) et sa suite Sherlock Holmes : Jeu d'ombres (2011), où Irène Adler est interprétée par Rachel McAdams.